# Macià Vila i Mateu
Macià Vila i Mateu   (Igualada, 1811 - Reus, 25 d'octubre de 1865) va ser un empresari català, conegut popularment com «El Sisos».

## Biografia
El 1823 es va traslladar a Reus i més tard es va casar amb la filla d'un industrial de la ciutat. Íntim amic de Joan Prim, el 1843 va participar en l'aixecament contra la regència d'Espartero; l'Ajuntament de Reus, del qual Vila era regidor, va donar suport a l'aixecament i va posar Prim al front de les tropes de la ciutat de Reus. El 1846 va fundar una fàbrica tèxtil que el 1852 va esdevenir La Fabril Cotonera, coneguda també com el «Vapor Nou», una de les més importants del país, amb capital del banquer madrileny Jaime Ceriola, de l'oligarca conde de Retamoso i del polític Pascual Madoz, i, segons sembla, amb la mà mitjancera de Prim. L'incendi intencionat d'una fàbrica de la seva propietat a Igualada no el va desanimar.
El mateix 1852 va ser un dels fundadors de la Societat El Círcol. El 1854 va fundar amb altres la societat del Gas Reusense i va ajudar a fundar el Banc de Reus i la Societat de Crèdit Mercantil de Barcelona. Va participar també a la fundació de la Sedera Reusense el 1864. Va participar activament en la vida social de Reus i va donar suport a l'Ateneu Igualadí de la Classe Obrera. Tenia diverses propietats rurals i es preocupà pels problemes teòrics de l'agricultura, tema sobre el que va reunir una important biblioteca. Corria la llegenda, propagada per Eduard Toda, que la seva fortuna va tenir origen en la falsificació de moneda, que batia al castell d'Escornalbou. Va militar al Partit Progressista.
Va morir a Reus el 25 d'octubre de 1865 d'una malaltia cardíaca. La ciutat de Reus li ha dedicat un carrer, que va de l'avinguda de Jaume I fins a la de Vidal i Barraquer.